# Pojdi z mano (roman)
Pojdi z mano je slovenski mladinski družbeni roman Dušana Čatra. Prvič je knjiga izšla leta 2008 v Novem Mestu pri založbi Goga v zbirki Lunapark. 
Roman govori o štirih najstnikih, ki se iz mestnega okolja odpravijo na izlet v hribovsko podeželje z namenom narediti nekaj dobrih, neobičajnih fotografij za fotografsko razstavo Neznana Slovenija. Dogaja se v sodobnem času 21. stoletja, prikazuje pa tudi razlike med mestnimi in vaškimi ljudmi. Mančevi problemi se v knjigi prepletajo z grozljivim doživljanjem ponesrečenega izleta štirih sošolcev.

## Vsebina
Glavna oseba v zgodbi je Manc, ki ima velike težave v šoli in doma. Obtožijo ga kraje mobilnega telefona in ga nameravajo izključiti iz šole. Materi in očetu alkoholiku tega še ni povedal, zato ga to ves čas zelo obremenjuje. Poleg njega v zgodbi nastopajo še tri njegovi sovrstniki. Oto je njegov najboljši prijatelj, ki mu vedno stoji ob strani. Mina je lepa in razvajena hčerka igralke, ki je zaljubljena v Ota. Špurč pa je debelušen sin avtomehanika, ki je včasih malo odveč družbi.
Manc, Oto, Špurč in Mina so sošolci, ki se napotijo na izlet v naravo, da bi posneli nekaj kvalitetnih fotografij. Odpravijo se na domačijo Mančevega dedka, kjer je še nedotaknjena narava in ogromne votline. Na poti se srečajo  z nenavadnimi in čudaškimi kmečkimi ljudmi, njihova brezskrbnost pa se spremeni v strah, ko zagledajo grozljivo starko na zapuščeni kmetiji. Izlet se podaljša v večdnevnega, saj se večkrat izgubijo po neznanih gozdovih. Manc pa je vedno bolj prepričan, da jih nekdo opazuje. Ostanejo brez mobilnih telefonov in hrane ter izgubljeni in poškodovani upajo na srečni konec.

## Izdaje
Knjiga je izšla v dveh izdajah. Prva izdaja je izšla leta 2008, druga dopolnjena (darilna) izdaja pa leta 2009. To izdajo knjige je podprla Javna agencija za knjigo Republike Slovenije in na koncu vsebuje spremno besedo Gorazda Trušnoveca z naslovom Kot v filmu. 
- Prva izdaja romana Pojdi z mano
- Druga izdaja romana Pojdi z mano

## Priredbe
Po romanu so leta 2015 posneli mladinski film z naslovom Pojdi z mano, katerega režiser je Igor Šterk.